# Haima S5
Haima S5 — компактный кроссовер, выпускающийся китайской компанией Haima с 2014 года в двух поколениях.

## Первое поколение
Первое поколение Haima S5 дебютировало в 2014 году на выставке Auto China в Пекине. Сборка началась в апреле того же года. Ценовой диапазон варьировался от 89800 до 107800 юаней.

### Технические характеристики
Haima S5 оснащён 1,6-литровым атмосферным двигателем мощностью 120 л. с. и крутящим моментом 160 Н⋅м, который сочетался в паре с пятиступенчатой механической трансмиссией. С октября 2014 года двигатель стал оснащаться турбонаддувом, развивать мощность 163 л. с. и крутящий момент 223 Н⋅м и сочетаться в паре с вариатором.

### Галерея

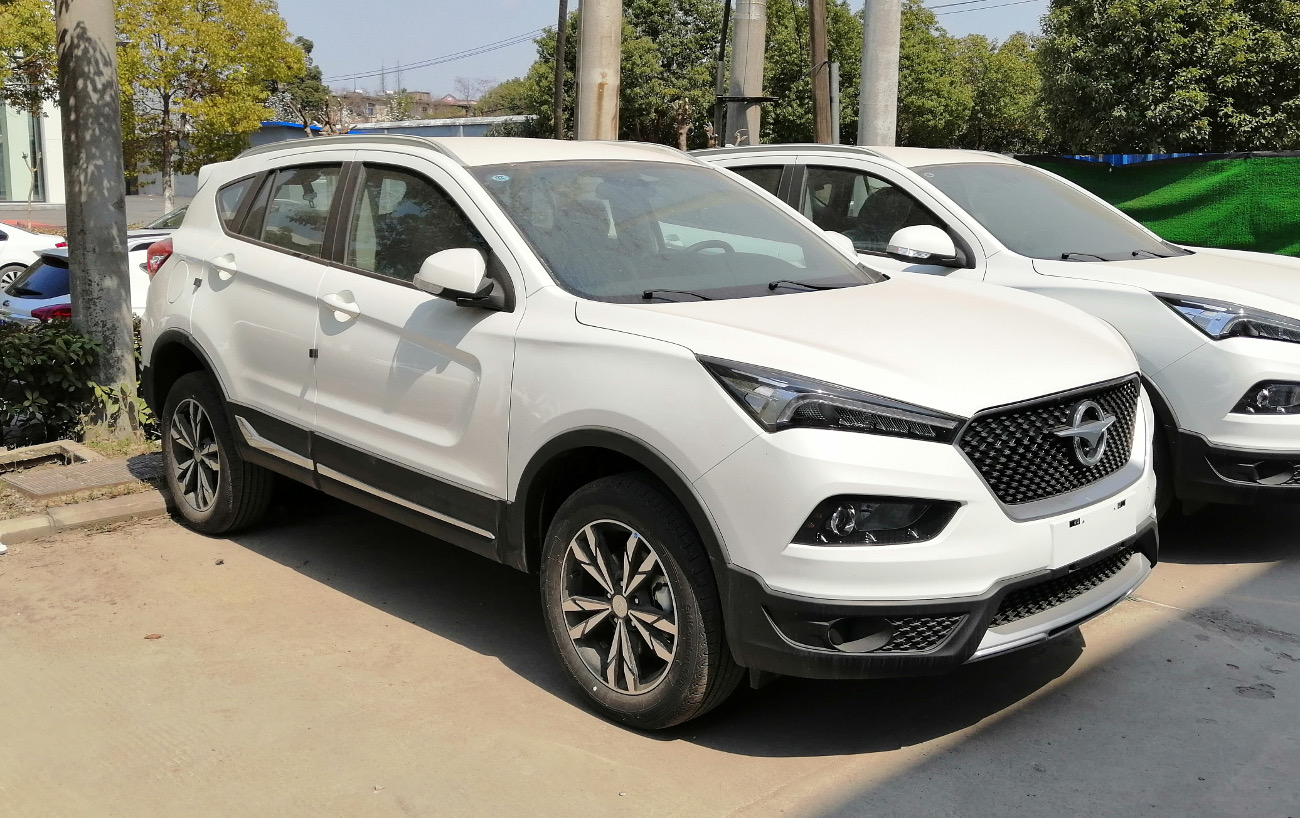
Вид спереди
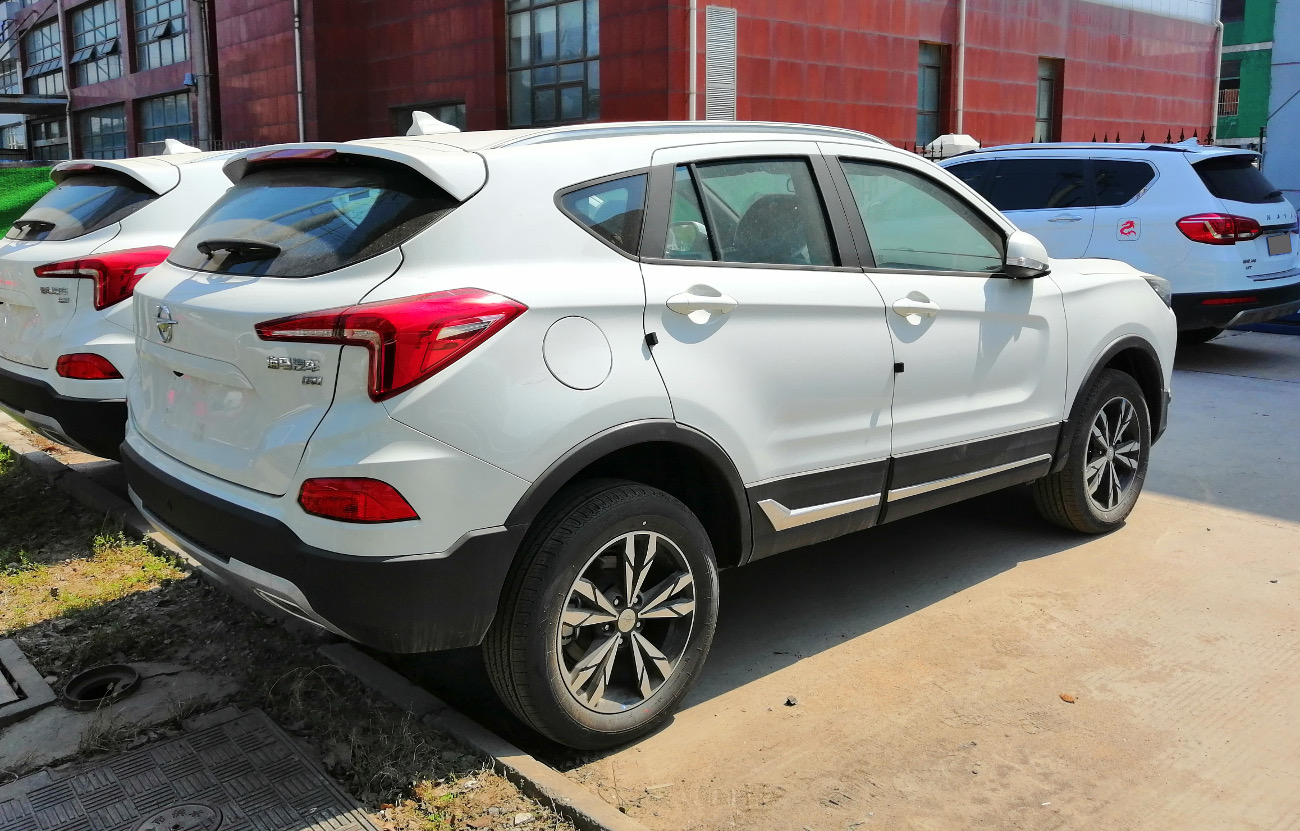
Вид сзади

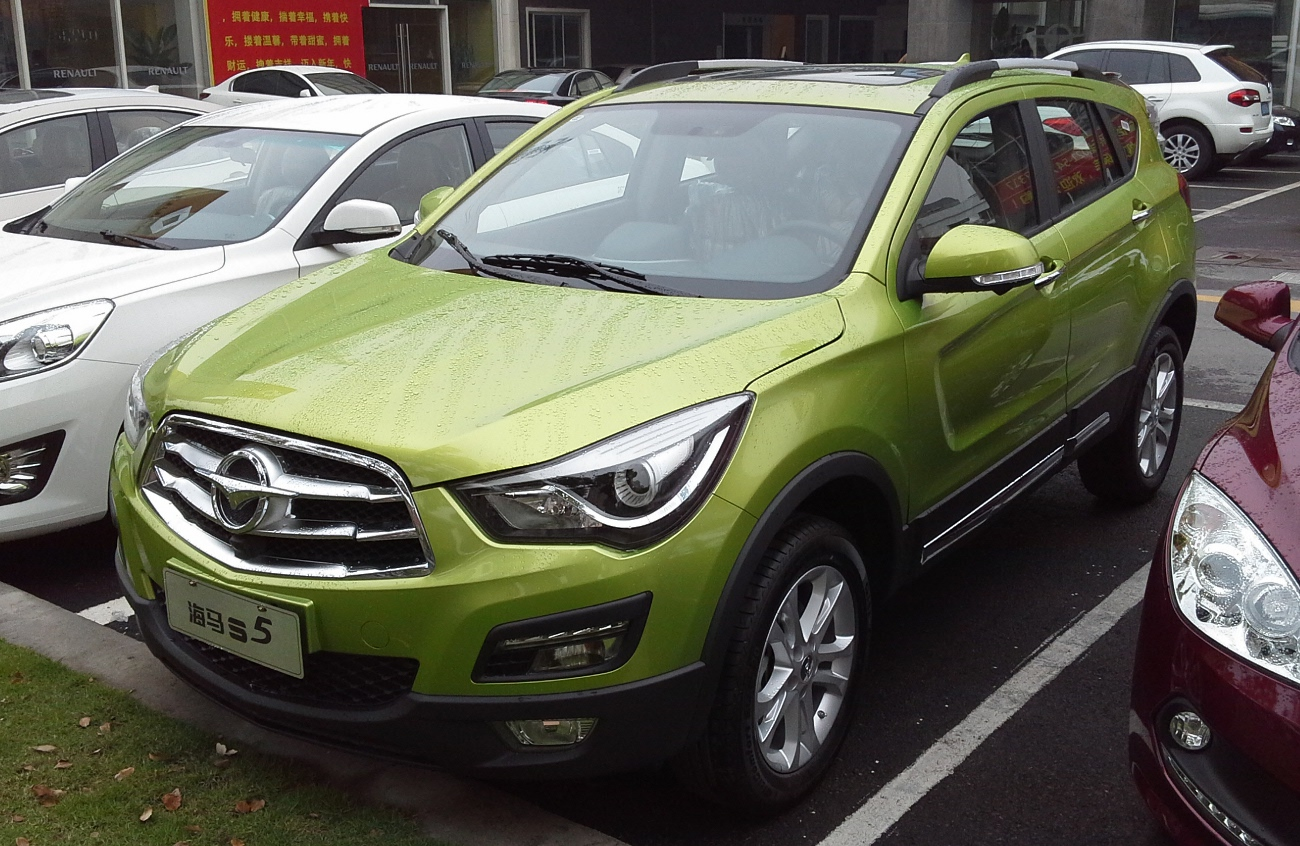
Вид спереди
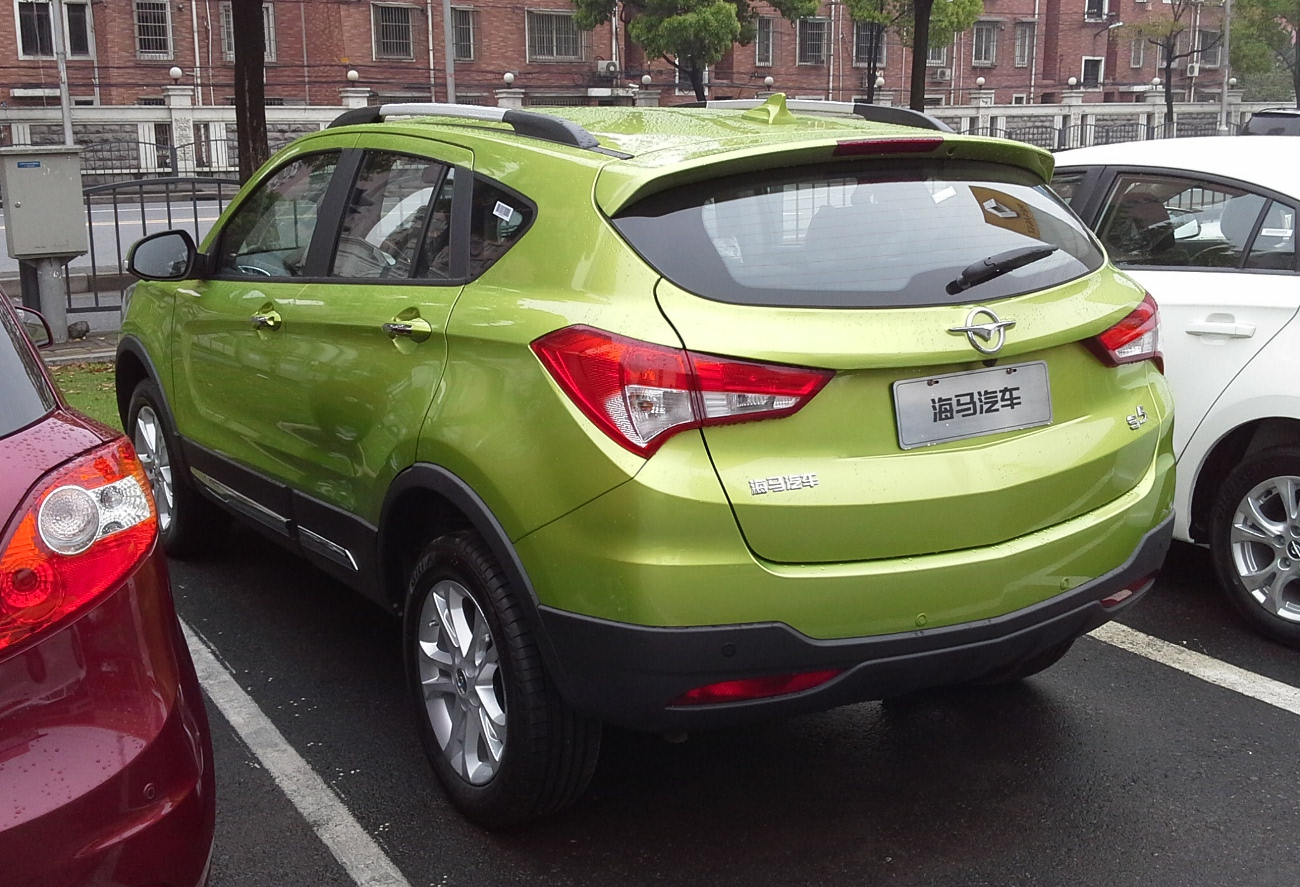
Вид сзади

## Второе поколение
Второе поколение Haima S5 было представлено в 2018 году на Пекинском автосалоне.

### Технические характеристики
Второе поколение Haima S5 оснащено 1,6-литровым бензиновым двигателем в паре с пятиступенчатой механической трансмиссией, 1,5-литровым турбодвигателем в паре с шестиступенчатой механической трансмиссией, либо с вариатором, и 1,2-литровым турбодвигателем в паре с шестиступенчатой автоматической трансмиссией, либо с семиступенчатой трансмиссией с двойным сцеплением.

### Haima 6P
Гибридный автомобиль Haima 6P был запущен в производство в апреле 2021 года на базе второго поколения Haima S5. Он оснащён 1,2-литровым турбодвигателем в паре с электродвигателями с постоянными магнитами. До 100 км/ч автомобиль разгоняется за 7,5 сек. Двигатель сочетается в паре с семиступенчатой трансмиссией с двумя сцеплениями. Расход топлива составляет 1,38 л/100 км. Аккумулятор NCM811 ёмкостью 142 кВт⋅ч поставляется компанией CATL.

### Галерея
- Вид спереди
- Вид сзади